# Мрії та життя
«Мрії та життя» (тур. Hayaller ve Hayatlar) — турецький веб-серіал у жанрі драми та романтичної комедії виробництва NGM, перший епізод якого вийшов в ефір 17 лютого 2022 року, режисери — Алтан Дьонмез і Оркун Чатак, автори сценарію — Єлда Ероглу та Єшім Читак. В головних ролях — Озге Гюрель, Айбюке Пусат, Меліса Асли Памук, Єшим Черен Бозоглу, Юсуф Чим, Екін Мерт Даймаз і Серкай Тютюнджу .    12 травня 2022 року вийшла фінальна, 26 серія серіалу. 

## Актори та персонажі
- Озге Гюрель - Діджле
- Айбюке Пусат - Гюнеш
- Меліса Асли Памук - Сетенай
- Єшим Джерен Бозоглу - Меліке
- Юсуф Чим - Серген
- Екін Мерт Даймаз - Емре
- Серкай Тютюнджу - Алаз
- Озге Озаджар - Мехвеш
- Бейза Шекерчі - Мер'єм
- Тугче Карабачак - Селін
- Гьокче Янардаг - Нурсел
- Айшен Четінер - Айдан
- Шебнем Зорлу - Фікрет
- Кубілай Пенбекліоглу - Бекір
- Айхан Бозкурт - Джанкурт
- Халіль Ібрагім Курум - Їгіт
- Серджан Гюльбахар - Фірат
- Більгесу Курал - Іділ
- Аліджан Айтекін - Джихан
- Меліс Севінч - Лале
- Туфан Гюначан - Мете